# Zhang Shan
Zhang Shan (张山S, Zhāng ShānP; Nanchong, 23 marzo 1968) è un ex tiratrice a volo cinese. Vinse la gara, allora ancora mista, riservata cioè a uomini e donne, del tiro al piattello skeet. Terzo fu, medaglia di bronzo per l'Italia, il tiratore italo-francese Bruno Rossetti, papà di Gabriele oro nella stessa specialità per l'Italia a Rio de Janeiro 2016.
Cosa mai accaduta prima e irripetibile, perché dall'edizione successiva dei Giochi (Atlanta 1996) non ci sarà più la gara mista e solo da Sydney 2000 per lo skeet ci sarà anche la gara femminile.
In quella competizione la tiratrice cinese nella gara solo femminile sarà ottava, mancando la qualificazione alla finale a sei.

## Palmarès

### Olimpiadi
- 1 medaglia:
  - 1 oro (Barcellona 1992 nello skeet)